# Мехерины

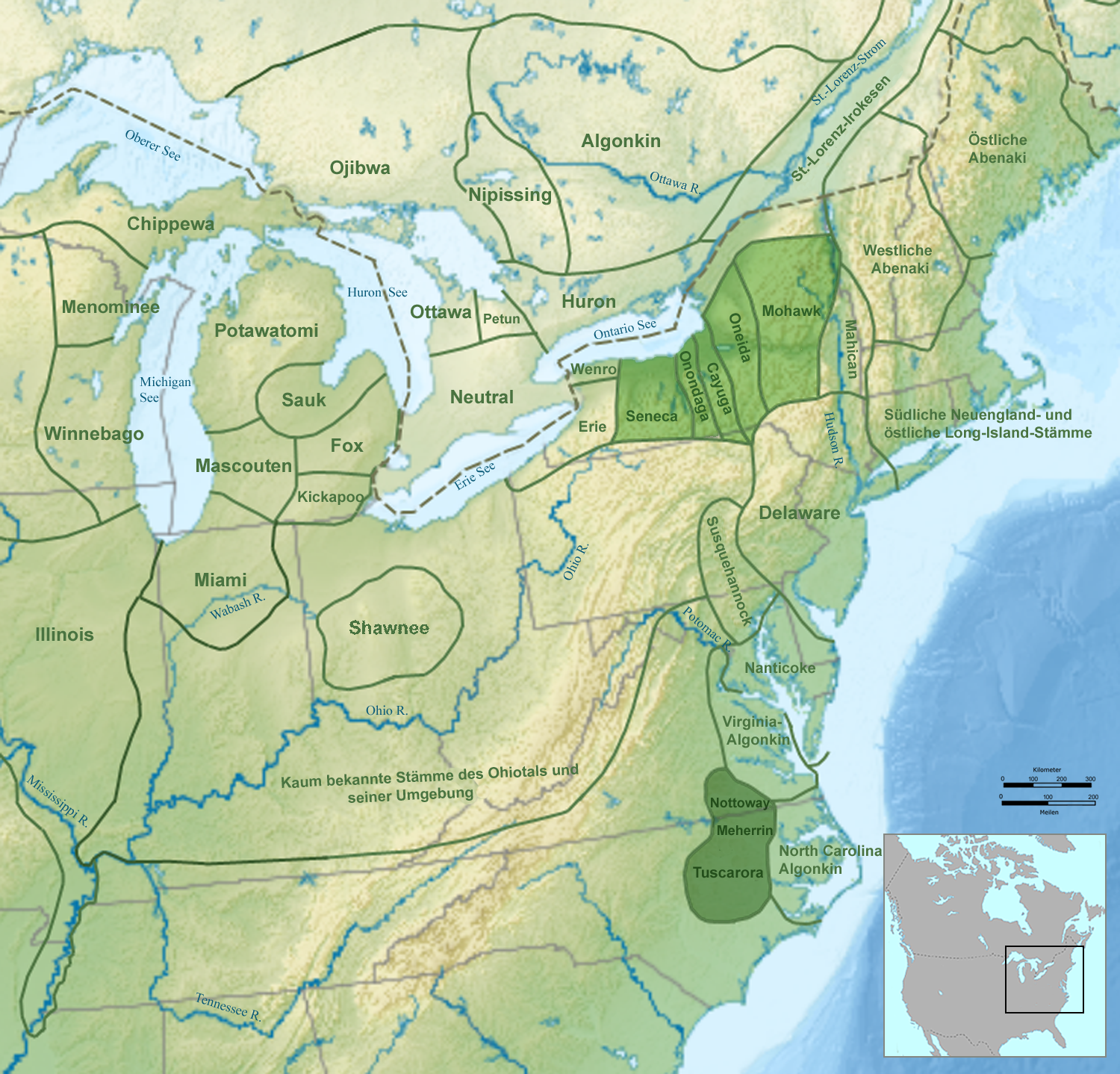
Традиционная территория мехеринов и соседних племён

Мехерины (англ. Meherrin) — североамериканский индейский народ ирокезской языковой семьи. Они были лингвистически и культурно связаны с племенами тускарора и ноттоуэй. Традиционные земли мехеринов находились между Пидмонтом и прибрежными равнинами вдоль границы современных американских штатов Северная Каролина и Виргиния.

## История
Впервые мехерины упоминаются в 1650 году английским исследователем Эдвардом Бландом. Согласно переписи индейцев Виргинии 1669 года, у них было две деревни и 50 воинов, что, по оценкам, составляло в общей сложности 180 человек. К 1675 году к ним присоединилась часть саскуэханноков, бежавших из Пенсильвании после поражения от ирокезов.
В ходе восстания Бэкона племя подверглось нападению виргинских ополченцев и сильно пострадало. После завершения конфликта лидеры мехеринов заключили договор с губернатором Виргинии. В нём мехерины и ноттоуэй были объявлены союзниками, которые должны были защищать поселения английских колонистов от набегов враждебных индейцев, таких как ирокезы, чероки или другие отдалённые племена. Взамен колонисты должны были прекратить вторжение на индейские земли. Несмотря на договор, многие колонисты продолжали игнорировать права индейцев, которые неоднократно жаловались на это губернатору. Примерно в 1681 году мехерины переехали на юго-восток и поселились вдоль реки, которая сегодня носит их имя. Во время Тускарорской войны они выступили против колониального правительства. После окончания войны большинство тускарора мигрировало на север, но мехерины остались и к 1717 году поселились в резервации, расположенной вдоль западного берега реки Чованок, недалеко от её устья в заливе Албемарл. В 1731 году в Северной Каролине проживало менее 20 семей мехеринов. К 1802 году мехерины объединились с оставшимися тускарора, тутело, сапони и мачапунга, и вместе с ними переселились на север в Нью-Йорк.

## Современное положение
В 1977 году в Северной Каролине потомки племени основали некоммерческую организацию, которую назвали Индейское племя мехеррин (англ. Meherrin Indian Tribe). Племя управляется племенным советом, состоящим из семи членов и вождя. В 1986 году племя было официально признано штатом Северная Каролина.